# Gormenghast
Gormenghast é uma série de televisão de drama e fantasia, de 2000. É uma adaptação do romance de Mervyn Peake, produzida pela BBC.

## Enredo
Gormenghast é uma antiga cidade-estado, que consiste, essencialmente, num castelo frágil. A narrativa, com base nos dois primeiros dos três romances de Gormenghast por Mervyn Peake, começa com o nascimento de um filho, Titus, do 76.º Conde  Sepulchrave Groan e da Condessa Gertrude. Este casal (ele prefere a privacidade da sua biblioteca; ela prefere a companhia dos seus gatos e aves), também têm uma filha adolescente, Fuchsia, que cuida do seu irmão. Simultaneamente, um jovem aprendiz de cozinha, Steerpike, leva vantagem de uma alteração entre o chefe cozinheiro e um servidor, Sr. Flay, e escapa das cozinhas. Gormenghast é rigidamente feudal, mas Steerpike tem ambições. Ele é amigo do imaginativo, anseia por Fuchsia, e através dela se torna aprendiz do médico do castelo, o Dr. Prunesquallor, que vive com a sua irmã Irma. Esta posição permite a Steerpike trabalhar o seu caminho para ganhar vantagem a favor das descontentes irmãs gémeas do Conde, Cora e Clarice, que se sentem de fora por causa de Gertrude. Na biblioteca do Conde queima-se misteriosamente durante uma reunião familiar, e posteriormente o Conde fica fatalmente louco, e Steerpike ganha uma posição no castelo como Mestre de Cerimónia. Como Titus cresceu, agora na adolescência, ele irrita-se com o modo de vida de Gormenghast e procura formas de escapar. Ele tem cada vez mais desprezo pelo cada vez mais ambicioso Steerpike, que está gradualmente a tentar o amor da irmã de Titus, Fuchsia. Steerpike, quando se torna Mestre de Cerimónia (embora ele esteja marcado para a vida devido ao incêndio que matou o seu antecessor), Titus decide que ele tem o suficiente. Mas, devido a significativos atos de traição, que ele descobre com a ajuda do fiel Sr. Flay e do médico (cuja irmã, entretanto, tem roubado), faz com que Titus usa a sua força, e Steerpike corre e luta pela sua vida sobre os telhados de uma Gormenghast inundada por chuvas torrenciais.

## Elenco
| Personagem          | Ator/Atriz           |
| ------------------- | -------------------- |
| Steerpike           | Jonathan Rhys Meyers |
| Lady Gertrude       | Celia Imrie          |
| Lord Groan          | Ian Richardson       |
| Lady Fuchsia        | Neve McIntosh        |
| Mr. Flay            | Christopher Lee      |
| Swelter             | Richard Griffiths    |
| Titus (aos 12 anos) | Cameron Powrie       |
| Titus (aos 17 anos) | Andrew N. Robertson  |
| Dr. Prunesquallor   | John Sessions        |
| Irma Prunesquallor  | Fiona Shaw           |
| Nannie Slagg        | June Brown           |
| Clarice Groan       | Zoë Wanamaker        |
| Cora Groan          | Lynsey Baxter        |
| Professor Bellgrove | Stephen Fry          |
| Barquentine         | Warren Mitchell      |
| Doggit              | Lewis Rose           |